# エコ・ゴージャス
エコ・ゴージャス (eco gorgeous) とは、知恵とテクノロジーを駆使して効率を上げ、環境負荷を減らしながら、金銭的にも精神的にも豊かに暮らすライフスタイルのこと。2004年、環境ジャーナリストの富永秀一が定義した。
環境に配慮しながら生活するエコライフの一種だが、効率を追求する点で、スローライフやLOHASとは区別され、快適さや便利さをできるだけ犠牲にしない点で、単なる節約生活とも区別される。